# Ciudad de la Cultura de Galicia
La Ciudad de la Cultura de Galicia (Cidade da Cultura de Galicia, oficialmente y en gallego) es un complejo arquitectónico diseñado por Peter Eisenman que está situado en Santiago de Compostela (España). Erigido en la cúspide del monte Gaiás, el complejo se compone de varios edificios y espacios orientados a asuntos culturales y de entretenimiento. Su construcción fue paralizada a finales de marzo de 2013, por lo que dos de los edificios proyectados, un «Teatro de la Ópera» y un «Centro de Arte Internacional», no llegaron a construirse. 
En 2018 el presidente de la Junta de Galicia Alberto Núñez Feijoo anunció la construcción del Edificio Fontán, en el lugar que ocuparía el Teatro de la Ópera, donde se instalarán los servicios compartidos de las tres universidades gallegas, además de un futuro Centro Europeo de Investigación en Paisajes Culturales.

## Concurso
El proyecto de construcción de la Ciudad de la cultura se inició en el año 1999, cuando la Junta de Galicia convocó un concurso internacional de arquitectura para realizar la construcción en el Monte Gaiás, ubicado en Santiago de Compostela.
Inicialmente se presentaron al concurso doce propuestas de importantes equipos de arquitectura, tanto nacionales como internacionales. Después de la retirada del proyecto de Santiago Calatrava, quedaron once. Los arquitectos que presentaron sus proyectos a concurso fueron Ricardo Bofill, Peter Eisenman, Manuel Gallego Jorreto, Annette Gigon y Mike Guyer, Steven Holl, Rem Koolhaas, Daniel Libeskind, Juan Navarro Baldeweg, Jean Nouvel, Dominique Perrault y César Portela.
Una vez evaluadas todas las propuestas, se eligió como proyecto final el diseño arquitectónico de Eisenman Architects, según el fallo del concurso, por su singularidad, tanto conceptual como plástica, y su excepcional sintonía con el lugar.

### Arquitecto
Peter Eisenman es un arquitecto estadounidense miembro del grupo Five Architects de Nueva York. Licenciado en arquitectura en la Universidad de Cornell, Eisenman está doctorado en filosofía por la Universidad de Cambridge y en bellas artes por la Universidad de Chicago. Impartió docencia en algunas de las universidades más prestigiosas del mundo como Harvard, Cambridge, Princeton, Yale y Ohio. En 1980, estableció un estudio de arquitectura en Nueva York.

### Proyecto
El proyecto de Eisenman recrea una nueva cima en el monte Gaiás. Se trata de una costra pétrea que recuerda a un yacimiento arqueológico dividido por cortes naturales que evocan el motivo de la vieira, símbolo tradicional de Compostela. La concha surge de una superficie que presenta simultáneamente condiciones lisas y estriadas.
El complejo, proyectado sobre el monte Gaiás, se fundió con el terreno propio de aquel monte, configurando un urbanismo de figura a figura, en el que todos los edificios y la topografía lo son todo. La propuesta de Eisenman constituye una acrópolis cultural en una colina que invita a los peregrinos al conocimiento.

## Complejo

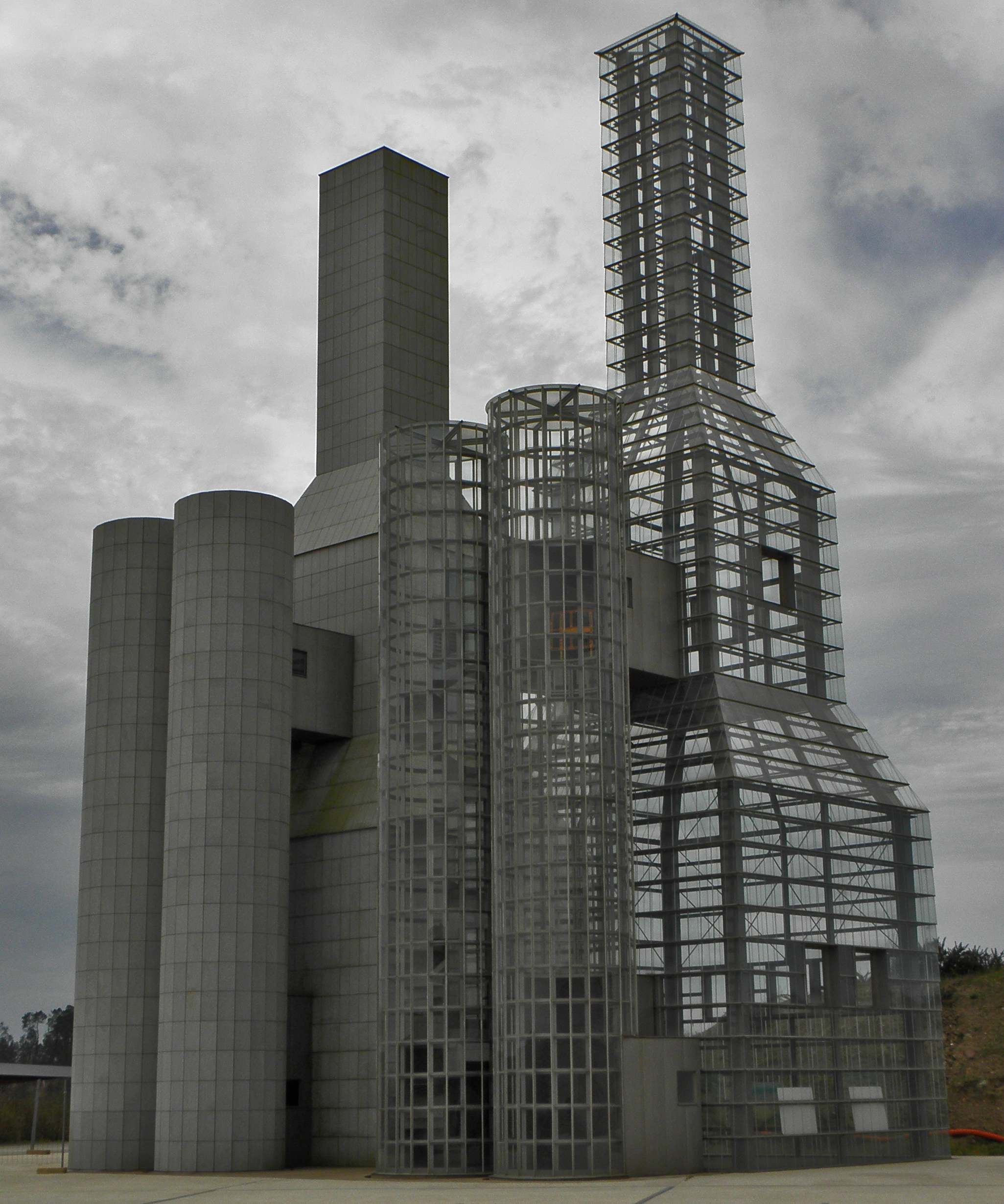
Torres Hejduk

El complejo del monte Gaiás ocupa una superficie de 141.800 metros cuadrados. Consta de los siguientes edificios:
- Museo Centro Gaiás[4]: Es el principal espacio expositivo del complejo, acoge también conciertos, representaciones teatrales, charlas y diferentes encuentros culturales. Sus exposiciones son temporales y giran siempre en torno al arte y la cultura gallega. Su primera exposición fue Gallaecia Petrea en 2012 y desde entonces lleva más de quince exposiciones.
- Biblioteca de Galicia:[5] A pesar de no contar con ese sobrenombre funciona a modo de biblioteca nacional de Galicia conservando todo el patrimonio bibliográfico gallego, tanto el depósito legal como todo aquello escrito en lengua gallega, dentro o fuera de la comunidad. También posee varias bibliotecas personales de diferentes intelectuales gallegos como Isaac Díaz Pardo o Alonso Montero. Dentro del mismo edificio se encuentra también el Arquivo de Galicia[6] así como dependencias de varias instituciones culturales gallegas como Real Academia Galega o el Consello da Cultura Galega.
- Centro de Emprendemento (CEM):[7] el edificio situado más al sur de todo el complejo contiene un vivero de empresas, un espacio de co-working así como las dependencias de la Axencia Galega de Industrial Culturais (AGADIC) que es el órgano de Junta de Galicia encargado de artes escénicas y audiovisual y el Centro GaiásTech de la Xunta de Galicia.
- Centro de Innovación Cultural (CINC):[8] alberga las oficinas de Axencia para a Modernización Tecnológica de Galicia (AMTEGA) y está dedicado fundamentalmente a usos tecnológicos.
- Torres Hejduk:[9] diseñadas por el arquitecto norteamericano John Hejduk funcionan como espacio expositivo y son visibles desde buena parte de la ciudad de Santiago.
- Edificio Fontán[10]: Bautizado así en honor al geógrafo gallego Domingo Fontán. Ideado por el arquitecto Andrés Perea ocupa el solar de lo que originalmente iba a ser el auditorio y reutiliza parte de la estructura que se había levantado para el mismo. El edificio fue finalizado durante el año 2021, y a lo largo de 2022 sus instalaciones están acogiendo diferentes instituciones y centros de investigación, como el Instituto de Ciencias del Patrimonio del CSIC.
- Zonas verdes: Todo el complejo arquitectónico está rodeado por el Bosque de Galicia[11] que ofrece 34 hectáreas de especies autóctonas como castaño, roble o abedules. El Parque do Lago[12] y el Jardín Literario[13] completan las zonas de ocio que rodean los edificios de Peter Eisenman. Todas las zonas verdes han sido diseñadas total o parcialmente por la arquitecta paisajista Isabel Aguirre.

Desde la apertura de los dos primeros edificios en enero de 2011 hasta abril del mismo año, el complejo recibió a unos 80.000 visitantes.

## Obras y redefinición

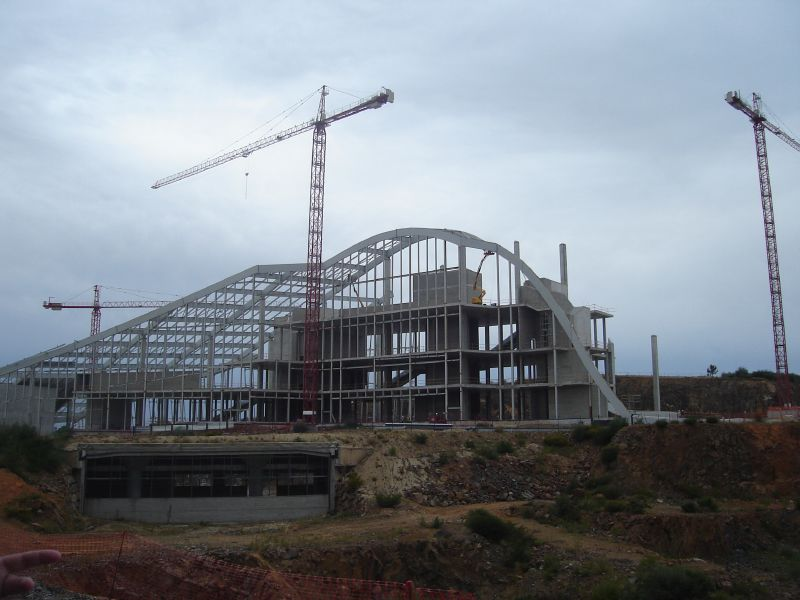
Imagen tomada en junio de 2006.

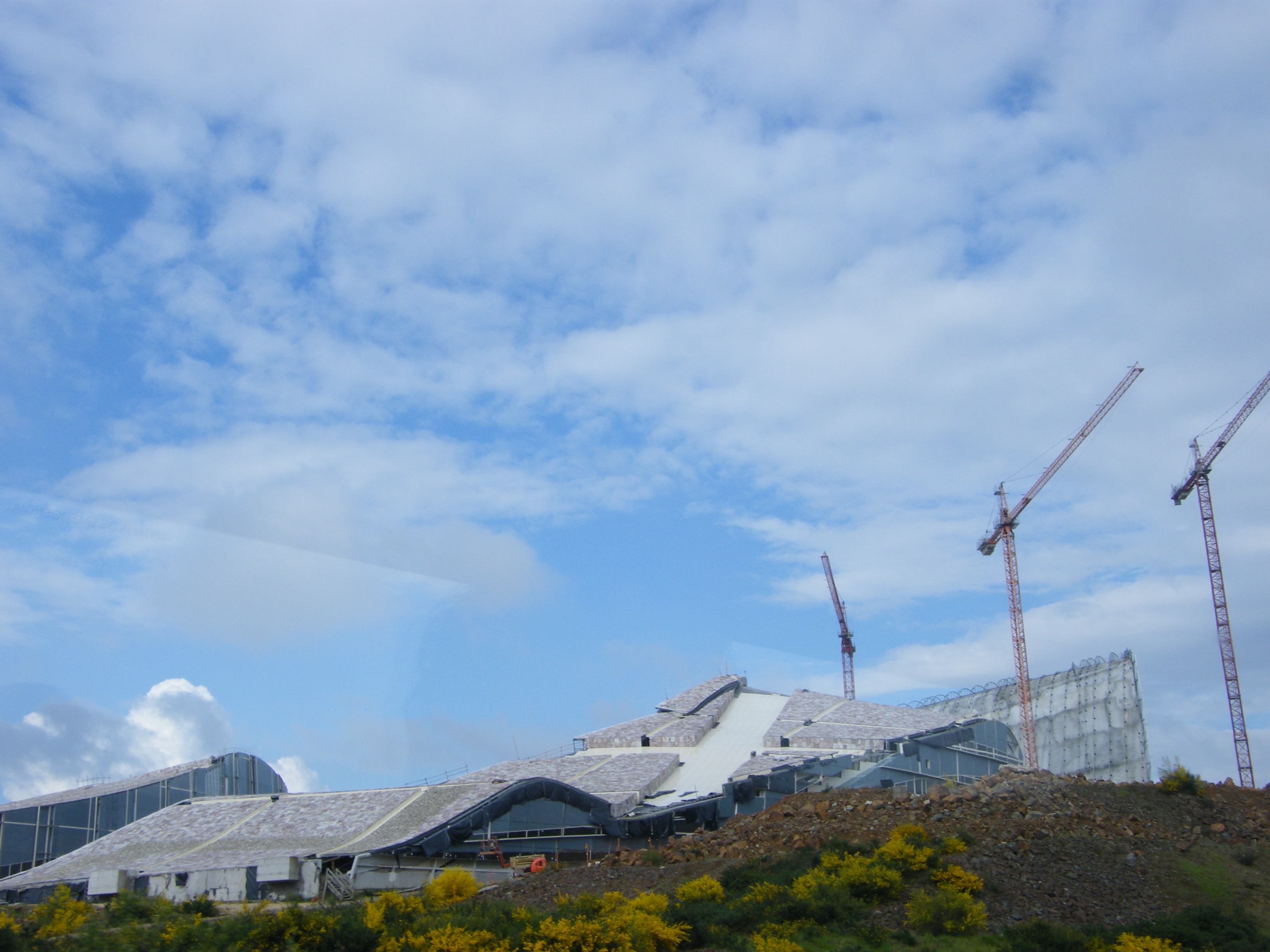
Imagen tomada en mayo de 2008.

Las obras de construcción del complejo comenzaron en el año 2001, dos años después de la convocatoria del concurso. En un primer momento, se proyectó que la Ciudad de la Cultura estuviese formada por un conjunto de seis edificios con las siguientes denominaciones: Biblioteca, Hemeroteca, Teatro de la Música, Museo de la Historia de Galicia, edificio de Servicios Centrales y edificio de las Nuevas Tecnologías
Tras el cambio de gobierno en la Junta de Galicia en agosto del año 2005, la nueva Consejería de Cultura y Deportes decidió redefinir el proyecto, con el fin de darle al uso de los edificios un giro que beneficiase al conjunto global del proyecto de Eisenman, de modo que el 26 de diciembre de 2006 se presentó en el Parlamento gallego el nuevo proyecto de usos de la Ciudad de la Cultura.
Para cuando se presentó el proyecto de redefinición, las obras de la Ciudad de la Cultura ya estaban en algunos casos en una fase de ejecución importante. El edificio de la Hemeroteca se encontraba prácticamente acabado, el de la Biblioteca en mitad de su construcción y el Museo de la Historia de Galicia construido en una tercera parte. Las tareas de redefinición del proyecto se concentraron, posteriormente a la presentación de la redefinición, en los usos y contenidos de los edificios del Teatro de la Música y el Edificio de Nuevas Tecnologías, todavía en la fase inicial de construcción. Así, en enero de 2006, la Consejería de Cultura anunció la suspensión de las obras del Teatro de la Música y del Edificio de las Nuevas Tecnologías por un período de catorce meses. En este tiempo, la Consejería contactó con sectores relacionados con la cultura de Galicia para llevar a cabo la redefinición estrutural de estos edificios. Entre otras, la consejería contactó con el Consello da Cultura Galega y con el Museo do Pobo Galego.
Los Príncipes de Asturias inauguraron la Biblioteca y el Archivo, los dos primeros edificios de la Ciudad de la Cultura de Galicia, en enero de 2011. Estuvieron acompañados por la ministra de Cultura, Ángeles González-Sinde, así como por las autoridades de las tres Administraciones. Dentro de la Biblioteca, también les esperaban representantes de todos los sectores de la sociedad gallega, sobre todo de la cultura y de la política.

## Eventos
Desde su puesta en marcha se han realizado en el  Gaiás actividades expositivas, deportivas, musicales, rodajes, ferias, congresos y un largo etcétera.

### Música
Bjork actuó en la Ciudad de la Cultura en junio de 2012. Siendo uno de los primeiros eventos multitudinarios en organizarse en el recinto.
Durante el verano existe una programación de concertos al aire libre que se realiza desde el año 2012 bajo el nombre de Atardeceres no Gaiás. Por el escenario del complejo han pasado entre otros; Fanfarlo, Toy, Tachenko, Caxade, Manel, Los Punsetes, María Rodés, La Habitación Roja, León Benavente, Novedades Carminha, C. Tangana, Boyanka Kostova, Triángulo de Amor Bizarro, Nudozurdo, Terbutalina, Espanto, Familia Caamaño, Oh! Ayatollah, Rodrigo Cuevas, Las Odio o Agoraphobia.
En otros espacios y ciclos de programación visitaron la Ciudad de la Cultura, Carlos Nuñez, Noa, Chick Corea, María Arnal e Marcel Begues, Milladoiro, Siniestro Total, Os Resentidos, Real Filharmonía de Galicia, Orquesta Gallega de Cámara, Amancio Prada, Ugía Pedreira, Susana Seivane, Xosé Manuel Budiño, Cristina Pato, Uxía Senlle, Davide Salvado o Leilía entre otros.
El Museo Centro Gaias también albergó dos ediciones de la feria internacional de músicas del mundo Womex.

### Exposiciones
El principal espacio expositivo de la Ciudad de la Cultura es el Museo Centro Gaiás, que acoge y organiza exposiciones temporales. Desde la primera exposición en 2012 pasaron por sus salas las siguientes:
- Gallaecia Petrea, un rercorrido por el trabajo en piedra en Galicia desde la prehistoria hasta la escultura contemporánea.
- Códices en la que estuvo expuesto junto a otros códices el Códice Calixtino de la Catedral de Santiago.
- Orinoco, que recorría el río suramericano y ahondaba en el conocimiento de las tribus que habitan en uno de los lugares más remotos del planeta.
- Agua Doce que utilizando el agua como hilo conductor trataba diferentes temas antropológicos e artísticos
- Cinegalicia 25 que aprovechando los 25 años desde el estreno de Sempre Xonxa de Chano Piñeiro, Continental de Xavier Villaverde y Urxa de Carlos Piñeiro y Alfredo García Pinal hacía un recorrido por los 25 años del audiovisual gallego.
- Camiño, a orixe sobre el Camino De Santiago.
- José Suárez, uns ollos vivos que pensan. Exposición monográfica sobre el fotógrafo de Allariz
- Camilo José Cela: 1916-2016. El centenario de un Nobel. Un libro y toda la soledad. Sobre el ganador del premio Nobel.
- Con-Fío, en Galicia un recorrido por la historia del textil gallego.
- Da árbore á cadeira, dedicado al mundo de la madera y el diseño.
- Flor Novoneyra. una exposición individual de Antón Lamazares en la que este trabajaba sobre la poesía de Uxío Novoneyra.
- Galicia Universal un recorrido por el arte gallego.
- Baldomero Pestana, a verdade entre as mans. Monográfica sobre el fotógrafo de Castroverde.
- Castelao Maxistral, una muestra de diversos trabajos de Castelao relacionados con la enseñanza, que incluía el cuadro A derradeira leición do mestre, siendo esta la primera vez que se exponía fuera de Buenos Aires donde había sido pintado por el artista de Rianxo en el exilio y en la que le rindió homenaje a su amigo Alexandre Bóveda ejecutado por el bando fascista al principio de la guerra civil española. Se inauguró el 5 de octubre de 2018 y permaneció abierta hasta el día 3 de marzo de 2019.[18]
- Pensar coas mans fue una exposición que giró en torno al mundo de la artesanía en Galicia.
- Galicia, un relato no mundo, un recorrido por la historia de Galicia.

Las Torres Hejduk también se utilizan como espacio expositivo, invitando a artistas en activo a intervenir en la propia arquitectura. La Biblioteca y Archivo de Galicia también organiza exposiciones en las que generalmente trabajan con material que las propias instituciones tienen en sus fondos.
Puntualmente también se usan los espacios al aire libre para organizar exposiciones como en el caso de Inside en 2011 o Reveladas na Paisaxe en 2018 y 2019.

### Artes escénicas
Escenas do Cambio es un festival de teatro y danza que produce la Ciudad de la Cultura centrado en la creación contemporánea. Esther Ferrer, Isidoro Valcárcel Medina, Mithkal Alzghair, Tiago Rodrigues, Israel Galván, Voadora, Takao Kawaguchi, Chévere o Rodrigo García entre otros artistas y compañías formaron parte de la programación del festival. Aunque el Museo Centro Gaiás es la sede principal del festival, algunas piezas se representan en otros lugares de la ciudad como el Salón Teatro o el Teatro Principal.
Cidade Imaxinaria es una actividad anual que gira en torno al mundo del circo y que congrega a varios miles de personas en cada edición. Se viene celebrando desde el año 2012.
El 29 de julio de 2020 actuó la compañía catalana La Fura dels Baus con su espectáculo NN (Nova Normalidade) con el que se buscaba homenajear a las personas que combaten la COVID-19.

### Deporte
La última etapa de La Vuelta del año 2014 fue una contrarreloj individual de 9 kilómetros con salida en la Ciudad de la Cultura y llegada a la Plaza del Obradoiro. El ganador de la etapa fue el italiano Adriano Malori y la clasificación general fue para Alberto Contador. Es una de las pocas ocasiones en las últimas décadas en las que La Vuelta no finaliza en Madrid.
En el año 2011 el Gaiás estuvo cerca de acoger las semifinales de la Copa Davis entre España y Francia aunque finalmente esta se realizó en Córdoba.

## Acceso
Existen dos líneas de bus que comunican con el centro de la ciudad, la línea 9 (Cidade da Cultura-Casas Novas) (Solo los días laborales) y la línea 11 (Solo los fines de semana y festivos).